# Эппл, Макс
Макс Эппл (англ. Max Apple; 22 октября 1941, Гранд-Рапидс, штат Мичиган, США) — американский писатель
, эссеист, сценарист, продюсер, педагог, профессор Пенсильванского университета в Филадельфии, доктор философии.

## Биография
Родился в еврейской семье. Образование получил в Мичиганском университете. В 1963 году стал бакалавром, в 1970 году — доктором философии.
Читал лекции в Университете Райса в Хьюстоне, штат Техас. В течение 29 лет заведовал кафедрой английской филологии (1972–2001). 
После ухода из Университета Райса переехал в Филадельфию, где преподал в Пенсильванском университете. Получил Стипендию Гуггенхайма.
Автор ряда романов и сборников рассказов, писал киносценарии.

## Избранная библиография
- The Oranging of America and Other Stories (1976)
- Zip: A Novel of the Left and the Right (1978)
- Free Agents (1984) ISBN 9780060152826
- The Propheteers (1987) ISBN 9780571148783
- Roommates: My Grandfather’s Story (1994) ISBN 9780446602006
- I Love Gootie: My Grandmother’s Story (1998) ISBN 9780446520744
- The Jew of Home Depot and Other Stories (Johns Hopkins University Press, 2007) ISBN 978-0-8018-8738-3

## Сценарии
- Соседи по комнате (1995)
- Smokey Bites the Dust,
- The Air Up There